# William Hunter (senator)
William Hunter, född 26 november 1774 i Newport, Kolonin Rhode Island och Providenceplantagen, död 3 december 1849 i Newport, Rhode Island, var en amerikansk diplomat och politiker (federalist). Han representerade delstaten Rhode Island i USA:s senat 1811–1821.
Hunter utexaminerades 1791 från Rhode Island College (numera Brown University). Han studerade sedan juridik i London. Han inledde 1795 sin karriär som advokat i Newport.
Senator Christopher G. Champlin avgick 1811 och efterträddes av Hunter. Han efterträddes 1821 av James De Wolf.
Hunter tillträdde 1835 som USA:s chargé d'affaires i Brasilien. Hans diplomatiska status som beskickningschef höjdes 1 januari 1842 till minister. Han återvände 1843 till USA.
Hunter är begravd på Trinity Church Cemetery i Newport.